# José Simeón Cañas y Villacorta

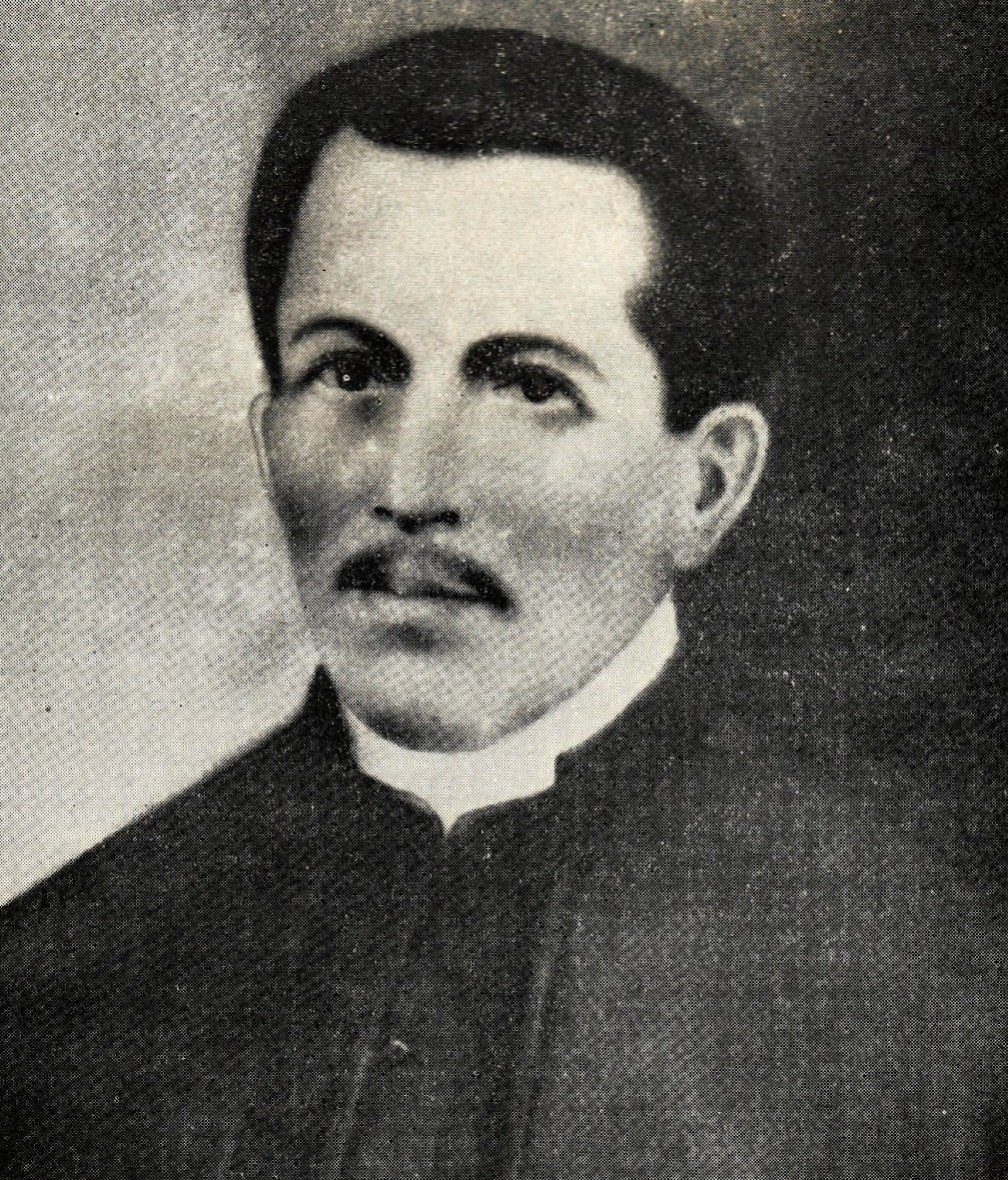
José Simeón Cañas y Villacorta

José Simeón Cañas y Villacorta (* 18. Februar 1767 im Barrio El Centro von Zacatecoluca, heute in El Salvador; † 4. März 1838 in San Vicente) war ein zentralamerikanischer Politiker und Universitätsrektor. Cañas war 1802, 1811 und 1812 Rektor der Universidad de San Carlos de Guatemala.

## Leben
José Simeón Cañas y Villacorta, drittes von acht Kindern, war Sohn von Lucía de Villacorta y Barahona und Pablo de Cañas. Die Familie war wohlhabend, sie besaß mehrere Latifundien. José Simeón Cañas y Villacorta war Haciendero von Jalponguita Zacatecoluca mit 1.728 Manzanas = 1.210 Hektar. Die Kinder wurden wie bei der zentralamerikanischen Bourgeoisie üblich zur Ausbildung nach Guatemala geschickt, José Simeón am 5. Juli 1782 im Colegio Tridentino in Guatemala-Stadt eingeschult. Am 16. Dezember 1791 machte er Abitur, sein Wahlfach war Theologie. Am 22. Oktober 1790 wurde er zum Priester geweiht. Auch naturwissenschaftlich war er interessiert: 1796 nahm er an einer Expedition von José Mariano Moziño auf den Vulkan San Salvador teil.
Vom 13. Juli 1820 bis zum 28. Februar 1821 war José Simeón Cañas y Villacorta Abgeordneter im Zentralamerikanischen Parlament in Guatemala-Stadt. Er wohnte damals in der Congregación de San Felipe Neri. José Simeón Cañas y Villacorta wurde Arzt und Mitglied der Verfassunggebenden Versammlung der Vereinigten Provinzen von Zentralamerika.
Im Juni 1823 unterschrieb Cañas y Villacorta zusammen mit José Matías Delgado y de León, Pedro Molina, Francisco Flores und Felipe Vega eine Unabhängigkeitserklärung, welche sich gegen die Annexion durch das Kaiserreich Mexiko unter Agustín de Iturbide wandte.
Am 31. Dezember 1823 brachte er in der Verfassunggebenden Versammlung eine Gesetzesvorlage zur Abschaffung der Sklaverei ein. Cañas y Villacorta war ein Verfechter der Gleichheit der Menschen vor dem Gesetz; das ererbte Vermögen spendete er großenteils für wohltätige Zwecke.
Anfang 1824 reiste er nach San Salvador, um die zivile Investitur von José Matías Delgado y de León zu unterstützen. Dort veröffentlichte im Oktober ein Pamphlet mit dem Titel Advertencias patrióticas. Am 22. November 1824 war er Mitunterzeichner der ersten Constitución Federal Centroamericana.
Seit 1826 lebte Cañas y Villacorta in San Vicente de Austria im Departement San Vicente. Dort wurde er 1833 Zeuge der Proteste der Nonualco (eines Stammes der Pipil-Indianer) unter ihrem Anführer Anastasio Mártir Aquino San Carlos, welche auch San Vicente besetzten.
1838 starb José Simeón Cañas y Villacorta an der Cholera, die seit dem Vorjahr wütete. Sein Grab befindet sich in der Kirche El Pilar in San Vicente.
Biografen Cañas y Villacortas wurden Ramón López Jiménez und Jorge Lardé y Larín. Die Gesellschaft Jesu benannte die Universidad Centroamericana “José Simeón Cañas” nach ihm.